# Anastasia Ermakova
Anastasiya Nikolayevna Ermakova (Moscou, 8 de abril de 1983) é uma nadadora sincronizada russa, tetracampeã olímpica.

## Carreira
Anastasia Ermakova representou seu país nos Jogos Olímpicos de 2004 e 2008, ganhando a medalha de ouro por equipes em 2008 e 2012 e no dueto também em 2004 e 2012 nas duas oportunidades com Anastasia Davydova. 